# Maisonnisses
Maisonnisses è un comune francese di 211 abitanti situato nel dipartimento della Creuse nella regione della Nuova Aquitania.

## Società

### Evoluzione demografica
Abitanti censiti